# Trojka (obraz)
Trojka (rusky Тройка) je název obrazu ruského malíře-realisty Vasilije Grigorjeviče Perova z roku 1866.

## Charakteristika
Perovovy obrazy podávají svědectví o postavení nejchudších lidových mas v Rusku okolo poloviny 19. století. Právě sociálně-společenská tematika dominuje většině jeho děl. Vedle tzv. selských námětů, odrážejících život prostých mužiků, ve značné části obrazů věnuje pozornost životu města s celou mnohotvárností jeho projevů. K sérii tzv. městských obrazů patří i dílo Trojka (uváděno někdy s podtitulem Učni vezou vodu).
Název díla evokuje známý obraz ze zasněžené ruské země, kde tři koně s cinkajícími chomouty v rychlém klusu za sebou táhnou saně.
Již při zběžném pohledu diváka zaujmou dojímavé typy dětí. Současně se před ním odvíjí dramatický a pochmurný obraz – v zimní vánici po vyjeté cestě, vezou tři řemeslnické děti na sáňkách namrzlý sud s vodou. Jejich únavou vyčerpané tváře vyvolávají pocit hlubokého rozhořčení a lítosti. Místo radostného dětství znají pouze otrockou dřinu, hlad a zimu. Z jejich pohledu čteme maximální vypětí sil, které musí vynaložit, aby těžké sáňky vytáhly z hluboké závěje. Zřejmě se nad jejich osudem slitoval mladý muž, když jim pomáhá zezadu sáňky tlačit.
Obraz Trojka patří spolu s o rok dříve namalovaným dílem Vyprovázení mrtvého k nejpochmurnějším Perovovým dílům.